# 鮑漢琳
鮑漢琳（英語：Bau Hon Lam，1915年12月31日—2007年7月12日），人稱「鮑叔」，香港電視、電影演員，戲劇節目製作人，早年為話劇演員，且曾任監獄教官。

## 生平
鮑漢琳中學時代是就讀於皇仁書院，其時他已經開始演出話劇。抗戰時曾參加劇社，演出《雷雨》、《日出》、《茶花女》、《武則天》等劇。戰後留學英國。回港後在懲教署擔任教育官，長年在赤柱監獄任職。業餘時他仍不時參加劇團演出。除擔任導演、編劇和翻譯劇本等工作外，鮑漢琳更出任主席一職，亦擔任校際音樂節中文戲劇比賽評判。
鮑漢琳早於六十年代時已經開始投身影壇。1975年以藝人身分加入無線電視，曾與黃杏秀合演《一屋兩伙三人行》。其後他先在佳藝電視演出，佳視倒閉後轉投麗的電視。他大部份的演出都是在麗的電視裡拍攝，即使麗的電視易名為亞洲電視亦如是，幾乎沒有再在無線演出。當時流行古裝劇，他一般都飾演皇親國戚或者權臣宰相等等，例如1980年《大內群英》他飾演隆科多，和1986年《秦始皇》飾演宰相王綰。
鮑漢琳於七十年代重返電影界，最為人熟悉是1989年在《我在黑社會的日子》，《賭神》飾演「陳金城」與領銜主演的周潤發演對手戲。其後在《賭俠》與《賭神2》中，他也飾演同一角色。當時他已差不多年近八旬，九十年代在周星驰當曾与刘德华主演的电影《整蛊专家》中饰演富商程运涛，与关之琳饰演的程乐儿为父女关系。九十年代末鮑漢琳逐漸淡出影視圈，並且沒有參與任何幕前演出，主力翻譯話劇劇本。2000年代初移民到英國過著退休生活。
2007年7月12日鮑漢琳於英國倫敦逝世，享年91歲。

## 演出作品

### 電視劇（無線電視）
- 1971年 樑上君子
- 1972年 油漆未乾
- 1976年 七十三
- 1977年 一屋兩伙三人行

### 電視劇（香港電台）
- 1974年-1975年 獅子山下

### 電視劇（佳藝電視）
- 1976年 隋唐風雲 飾 李淵
- 1976年 神雕俠侶 飾 王重陽

### 電視劇（麗的電視 / 亞洲電視）
- 1979年 沈勝衣 之 鬼蕭 飾 耿亮
- 1979年 沈勝衣 之 無雙譜 飾 變化大師
- 1979年 天蠶變 飾 燕沖天
- 1979年 大白鯊 飾 周覺彬
- 1980年 大地恩情之古都驚雷 飾 周厚德
- 1980年 大內群英 飾 隆科多
- 1980年 太極張三豐 飾 也先王爺
- 1981年 浴血太平山 飾 何庭芳
- 1981年 再會太平山 飾 何庭芳
- 1981年 天使危機 飾 陳兆基
- 1981年 甜甜廿四味 飾 Mike父
- 1982年 琥珀青龍 飾 上官一劍
- 1982年 凹凸神探 飾 甘興家
- 1982年 風塵三奇俠 飾 嚴嵩
- 1982年 雄霸天下 飾 吳有德
- 1983年 一江春水向東流 飾 尹澤賢
- 1983年 新不了情 飾 戚國璋
- 1984年 毋忘我 飾 雷國康
- 1984年 醉拳王無忌之日帝月后 飾 赤驚虹
- 1985年 第四代 飾 鍾世基
- 1985年 諸葛亮 飾 黃承彥
- 1986年 秦始皇 飾 王綰
- 1986年 冒險家樂園 飾 韓仲軒
- 1986年 時光倒流七十年 飾 老舅父
- 1986年 清末四大奇案 之 楊乃武与小白菜 飾 楊瑞瀾
- 1986年 白髮魔女傳 飾 卓仲廉
- 1987年 滿清十三皇朝 飾 覺昌安
- 1987年 成吉思汗 飾 陸游
- 1988年 賽金花 飾 李鴻章

### 電影
| 年份   | 片名                   | 角色      |
| 1978年 | 林亞珍                 |           |
| 1980年 | 阿燦正傳               |           |
| 1985年 | 打工皇帝               | 阿美父親  |
| 1985年 | 龍年                   | Fred Hung |
| 1987年 | 香港小姐寫真           |           |
| 1989年 | 我在黑社會的日子       | 周世年    |
| 1989年 | 賭神                   | 陳金城    |
| 1990年 | 邊緣歲月               |           |
| 1990年 | 賭俠                   | 陳金城    |
| 1991年 | 賭尊                   | 程千手    |
| 1991年 | 豪門夜宴               |           |
| 1991年 | 與龍共舞               | 周大鵬    |
| 1991年 | 整蠱專家               | 程運濤    |
| 1993年 | 至尊三十六計之偷天換日 | 法官      |
| 1994年 | 賭神2                  | 陳金城    |
| 1995年 | 整蠱王                 | 史松之父  |
| 1996年 | 大三元                 |           |

## 外部連結
- 鮑漢琳在香港影庫上的簡介